# 다라브

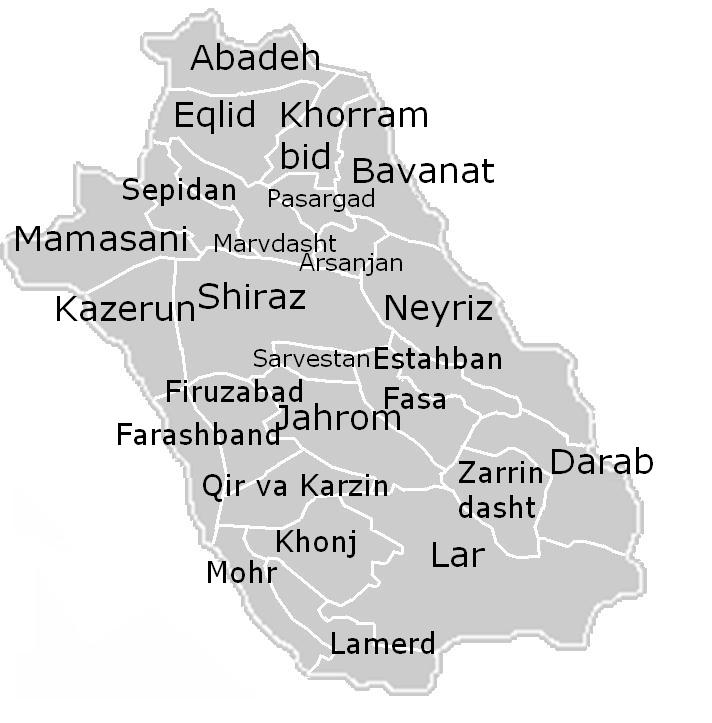

다라브 (페르시아어:داراب, Darab)는 이란 남부의 파르스주의 도시이다. 다라브 구역에는 500마을이 있다. 기후는 무덥고 겨울에 눈은 거의 보이지 않는다. 농산물은 과일, 목화, 담배 등이 있으며 저지대는 겨울 작물 재배에 바하를루 종족에 의해 사용된다. 그곳에는 근처에 오래된 소금광이 있다. 다라브 도시에는 매우 비옥한 평야에 위치한다. 시라즈에서 140 마일 남동쪽이며 인구는 2000년 기준으로 약 60,718명이고 야자, 오렌지와 레몬 과수원이 크다.
전설은 도시의 창건을 다리우스 대제에게 돌린다. 그때부터 다라브-게르드(다리우스 요새)라는 이름을 얻었다. 이웃에 고대의 유적이 많으며 그중 가장 중요한것은 칼라-이-달아 또는 다리우스 성채이다. 근처의 다른 기념물은 거대한 바위에 조각된 부조로 서기 260년 로마 제국에 대한 사산 제국의 샤푸르 1세의 승리를 기록한다. 다라브 주위에는 티자브 같은 마을이 많다.

## 기후
| Darab의 기후             | Darab의 기후 | Darab의 기후 | Darab의 기후 | Darab의 기후 | Darab의 기후 | Darab의 기후 | Darab의 기후 | Darab의 기후 | Darab의 기후 | Darab의 기후 | Darab의 기후 | Darab의 기후 | Darab의 기후 |
| 월                       | 1월          | 2월          | 3월          | 4월          | 5월          | 6월          | 7월          | 8월          | 9월          | 10월         | 11월         | 12월         | 연간         |
| ------------------------ | ------------ | ------------ | ------------ | ------------ | ------------ | ------------ | ------------ | ------------ | ------------ | ------------ | ------------ | ------------ | ------------ |
| 일평균 최고 기온 °C (°F) | 15.9 (60.6)  | 17.4 (63.3)  | 22.2 (72.0)  | 25.8 (78.4)  | 33.0 (91.4)  | 36.3 (97.3)  | 37.8 (100.0) | 37.0 (98.6)  | 34.0 (93.2)  | 29.8 (85.6)  | 22.8 (73.0)  | 18. (64)     | 27.5 (81.5)  |
| 일평균 최저 기온 °C (°F) | 3.4 (38.1)   | 5.0 (41.0)   | 8.7 (47.7)   | 12.4 (54.3)  | 17.8 (64.0)  | 21.0 (69.8)  | 23.4 (74.1)  | 22.4 (72.3)  | 18.7 (65.7)  | 14.2 (57.6)  | 8.3 (46.9)   | 4.4 (39.9)   | 13.3 (56.0)  |
| 평균 강수량 mm (인치)    | 48 (1.9)     | 44 (1.7)     | 14 (0.6)     | 23 (0.9)     | 1 (0.0)      | 0 (0)        | 1 (0.0)      | 1 (0.0)      | 0 (0)        | 2 (0.1)      | 12 (0.5)     | 29 (1.1)     | 175 (6.8)    |
| 출처: Climate-Data.org   |              |              |              |              |              |              |              |              |              |              |              |              |              |